# رطن
للمزيد انظر رطانة (توضيح)
الرطن (مصدر) والرطانة (اسم ومصدر) والرطينى (اسم) هو الكلام بلغة غير العربية أو أي كلام غير مفهوم. يقال رطن له أي كلمه بكلام لا يفهمه، وتراطنا إذا تكلما بكلام يفهمانه دون غيرهما.

## وصلات خارجية
- عبد الرحمان آل عثمان. أحكام الرطانة